# La spia di Damasco
La spia di Damasco (Action in Arabia) è un film statunitense del 1944 diretto da Léonide Moguy.